# Partito Comunista Nepalese
Il Partito Comunista Nepalese (in nepalese नेपाल कम्युनिष्ट पार्टी, Nēpāla kamyuniṣṭa pārṭī) è stato un partito politico comunista nepalese fondato il 17 maggio 2018 dall'unificazione di due partiti comunisti:
- il Partito Comunista del Nepal (marxista-leninista unificato);
- il Partito Comunista del Nepal (centro maoista)[2].

Era il più grande partito comunista dell'Asia meridionale e il terzo più grande del continente.
Il partito aveva la maggioranza dei seggi alla Camera dei Rappresentanti, con 174 seggi su 275 (in occasione delle elezioni parlamentari del 2017, il Partito Comunista del Nepal (marxista-leninista unificato) aveva ottenuto 121 seggi, il Partito Comunista del Nepal (centro maoista) 53), nonché all'Assemblea nazionale e in sei delle sette Assemblee provinciali. I presidenti del partito erano Khadga Prasad Sharma Oli, Primo ministro dal 15 febbraio 2018, e Pushpa Kamal Dahal.
I due partiti fondatori si sono nuovamente separati l'8 marzo 2021.